# Felisówka
Felisówka – napój mleczny powstały z maślanki spożywczej poddanej fermentacji alkoholowej poprzez dodanie drożdży i cukru. Charakteryzuje się kwaśno-słodkim, lekko drożdżowym, orzeźwiającym smakiem. Zawartość alkoholu: 0,6÷2%.